# Llista de partits polítics azerbaidjanesos
El sistema de govern de l'Azerbaidjan és un sistema partit dominant amb un sistema presidencialista. El Partit del Nou Azerbaidjan (Yeni Azərbaycan Partiyası) domina la política del país i és el govern des de 1993.

## Partits representats alParlamentactual
- Partit del Nou Azerbaidjan (Yeni Azərbaycan Partiyası)
- Partit Solidaritat Cívic (Vətəndaş Həmrəyliyi Partiyası)
- Partit de la Mare Pàtria (Ana Vətən Partiyası)

## Partits menors i altres partits no representats al Parlament
- Partit Demòcrata de l'Azerbaidjan (Azərbaycan Demokrat Partiyası)
- Partit Esperança de l'Azerbaidjan (Azərbaycan Ümid Partiyası)
- Partit Comunista de l'Azerbaidjan (Azərbaycan Kommunist Partiyası)
- Partit Comunista de l'Azerbaidjan (Plataforma del marxisme-leninisme) (Azərbaycan Kommunist Partiyası (Marksizm-Leninizm Platformasında))
- Partit de la Igualtat (Müsavat Partiyası)
- Partit de la Independència Nacional de l'Azerbaidjan (Azərbaycan Milli İstiqlal Partiyası)
- Partit Socialdemòcrata de l'Azerbaidjan (Azərbaycan Sosial-Demokrat Partiyası)
- Partit Front Popular de l'Azerbaidjan (Azərbaycan Xalq Cəbhəsi Partiyası)